# Belén de Sárraga
Belén de Sárraga Hernández (Valladolid, 10 de julio de 1872 - Ciudad de México, 9 de septiembre de 1950) fue una periodista y activista feminista anarquista española, nacionalizada mexicana, del Partido Republicano Federal e integrante de la masonería.
Realizó giras de propaganda y prolongadas estancias en Iberoamérica. Fue activista anticlerical durante la Revolución mexicana en los años 20, en la que realizó conferencias por todo el país auspiciadas por los gobiernos revolucionarios junto a Atala Apodaca. Participó activamente en la política de la Segunda República Española. Se exilió en México.
En Málaga fue arrestada y condenada a dos meses y un día de arresto mayor en 1904, por pronunciar un discurso contra el general Camilo García de Polavieja a las puertas del hotel donde se hospedaba, censurando al general por el fusilamiento del poeta y héroe de la independencia de Filipinas José Rizal.

## Biografía
Belén de Sárraga Hernández nació en Valladolid en 1872, durante el Sexenio Democrático. Primogénita de Vicente de Sárraga Rengel, capitán de infantería español, pero oriundo de Puerto Rico, —quien era republicano y masón, procedente de una familia burguesa— nació dos años antes de que su padre contrajese matrimonio civil (1874) con su madre, Felisa Hernández Urgón, natural de Valladolid y de origen humilde. En 1877, Vicente de Sárraga y Felisa celebraron un nuevo matrimonio: canónico.
De Sárraga se trasladó con su familia a Puerto Rico en 1880 y, aconsejada por su abuelo, Fernando Ascensión de Sárraga y Aguayo (anterior director del Magisterio de Enseñanza Normal de San Juan de Puerto Rico), estudió la carrera de Magisterio, accediéndose así a la educación ilustrada.
De Sárraga Rengel era de carácter arrogante, conspirador y aficionado al juego, lo que le acarreó numerosos destierros, denuncias y juicios, que le llevaron a causar baja definitiva en el Ejército en 1878. En 1889 murió la madre, y Sárraga y su hermano pasaron al cuidado de su abuela materna, Ana Urgón,  de quien se comentaba que era analfabeta, aunque fuerte para cuidar de sus nietos. De Sarraga Rengel abandonó a su familia para iniciar una nueva relación con Dolores García Álvarez, con la que se casó en 1891.
De Sárraga luchó por la ayuda económica que les correspondía  para su manutención tanto a ella como a su hermano, y de esta forma, se introdujo lentamente en los círculos republicanos federales, donde conoció a su coetáneo Emilio Ferrero Balaguer, un comerciante republicano y masón con el que se mudó a Barcelona en 1890. También se llevó a su hermano Rafael, que presenció la boda de Emilio y su hermana en 1890 (1894 según otras fuentes), quien, siguiendo la costumbre de la época, añadió el apellido del marido al suyo. Tuvieron tres hijos: Libertad, Demófilo Dantón y Víctor Volney. Belén confesó que había encontrado un “compañero en la vida” y un compañero de doctrina, un “alma gemela” a la suya, y también un mentor con el que predicar su ideas en conferencias, reuniones, mítines y otros actos. Poco tiempo después, De Sárraga empezó a ser reconocida dentro de los ámbitos de la oratoria y de la prensa, ya que escribió numerosos artículos en revistas tanto barcelonesas como madrileñas.
La fama y actos de Belén Sárraga de Ferrero —como era conocida entonces —, la elevaron rápidamente: Estudió y terminó la carrera de medicina en la Universidad de Barcelona, en la cual organizó, a raíz de la excomunión vaticana de Odón de Buen por la publicación de la obra Historia Natural, una protesta contra su destitución de la cátedra. También fue colaboradora de la revista espiritista La Luz del Porvenir de Barcelona. Era lectora aficionada de Pierre-Joseph Proudhon, Mijaíl Bakunin y Piotr Kropotkin y autoproclamada hija espiritual de Francisco Pi y Margall, Eduardo Benot y Nicolás Estévanez, Olimpia Gouges, Madame de Stäel, George Sand y Louise Michel.
Durante quince años, la fama de De Sárraga no cayó, pero su matrimonio se tambaleó, pues el papel de Emilio pasó, paulatinamente, a ser, únicamente, el de “el marido de Belén Sárraga” lo que rompió el ideal fraternal, laico y republicano que se empeñaban por mantener. Se cree que esto generó diferencias en la pareja y se divorciaron. En 1911, cambió su apellido y optó por “de Sárraga” de nuevo.

### Actividad en prensa y en el ámbito político y social
En 1895, fundó en Valencia la Federación de Grupos Femeninos. Un año después, en Barcelona, fundó la Asociación de Mujeres Librepensadoras, organización que fue prohibida por el gobernador y que fue la causa de su detención. Otra vez en Valencia, participó en campañas y manifestaciones contra la monarquía y a favor de la independencia cubana. En agosto de ese mismo año, durante una manifestación independentista, fue encarcelada. A finales de año, entró a formar parte de la logia masónica “Severidad”.
En 1896 fundó en Valencia la revista La Conciencia Libre, que fue en la época de la prensa más leída en los círculos obreros y librepensadores en Andalucía.
Ya en 1897, fue presidenta de la Asociación General Femenina en Valencia, y, a final de año, fundó la Federación de Sociedades de Resistencia en Málaga; esta sociedad llegó a tener 30.000 afiliados y 80 sociedades.
Cuando estaba viviendo en Madrid, en 1898, ingresó en el Centro Instructivo del Obrero, donde conoció a Fermín Salvochea y Álvarez y a Pedro Vallina, dos anarquistas.
Un año más tarde, fundó la Asociación de Mujeres Librepensadoras de Mahón. Militó con Teresa Claramunt y Ángeles López de Ayala en el grupo anarquista barcelonés de Gracia. Ella asistió a la Conferencia de Paz de La Haya en 1899 que se convocó para denunciar la deshumanización de la guerra. Llegó a ser vicepresidenta del partido federal Pi y Margall, además de miembro de su comisión nacional en 1938; fue la primera mujer afiliada al mismo en 1900.
En Andalucía, actuó sobre todo entre 1900 y 1903 en Málaga, Córdoba y Huelva:
En 1900 en Málaga relanzó el semanario La Conciencia Libre y sufrió la persecución del gobernador Alfonso González Núñez, a instancias, según el diario El País, de Amalia Heredia Livermoore, marquesa de Casa-Loring y suegra de Francisco Silvela y de Le Vielleuze, quien impidió que ejerciese de directora "por ser mujer" llegando a multar al propietario de la publicación en dos ocasiones por haberse usado la palabra directora en sus noticias; también fundó la Asociación Federación Malagueña siendo objeto de sistemático acoso gubernativo y judicial con registros, cacheos, recogida de ejemplares, denuncias que ocasionaron 16 procesos con importante daño económico y la vulneración del derecho de imprenta con la supresión del diario, así como el de asociación impidiendo los actos de la Asociación y clasurándola finalmente. En ese año también fundó la Sociedad Progresiva Femenina de Málaga y organizó mítines en apoyo a los reos de Jerez, con Soledad Gustavo.
En 1901 en Badajoz, durante una conferencia, habló a favor de la enseñanza laica; en marzo, relanzó La Conciencia Libre, en Málaga, con Amalia Carvia, una de sus redactoras más constantes.
En 1902,  de nuevo en Málaga, organizó gremios obreros y campesinos y sociedades librepensadoras junto a Alejandro Lerroux y Rodrigo Soriano. En Córdoba, entró a formar parte de la sociedad libertaria "Los Amigos del Progreso" y participó en la organización de los sindicatos obreros. En Ginebra (Suiza), fue al Congreso de Libre Pensamiento para representar a más de 80 sociedades.
En 1903 se afilió a la Unión Republicana.
En 1904, el 4 de septiembre, a causa de un discurso contra el general Camilo García de Polavieja, fue condenada a dos meses y un día de prisión; en el discurso, censuró al general por el fusilamiento de José Rizal, poeta, masón y héroe de la independencia de Filipinas.
En 1905, en Santa Cruz (Tenerife, Canarias), dio una conferencia.
En 1906,  en Buenos Aires (Argentina), fue al XIII Congreso Internacional de Librepensamiento para representar a la logia masónica "Virtud de Málaga".
En 1907, se mudó a Uruguay. Allí creó la Asociación de Damas Liberales.
Entre 1908 y 1910: fue directora del periódico El Liberal de Uruguay. Escribió en el diario "El Día", fundado por el expresidente de la República José Batlle y Ordóñez, con quien cultivó la amistad, luego que éste regresara Uruguay y fuera electo para la segunda Presidencia (1911 - 1915).
En 1910, el Congreso Internacional Femenino al que asistió en Argentina la nombró presidenta honoraria.
Los siguientes años se dedicó a recorrer América mientras denunciaba las injusticias que veía en sus viajes.
Entre enero y febrero de 1913, viajó desde Perú hasta el norte de Chile (Antofagasta, Iquique, Negreiros y Pisagua), invitada por Luis Emilio Recabarren, para realizar una serie de conferencias públicas. En Iquique fue acompañada, entre otros dirigentes sindicales, por el artista Sixto Rojas Acosta.
A raíz de su visita, y por iniciativa de la compañera de Recabarren, Teresa Flores, se fundó el Centro Anticlerical Belén de Sárraga. El periódico La Razón le editó un folleto. El periódico El Despertar de los Trabajadores (del POS) fue el encargado de anunciar sus conferencias, publicar algunas columnas suyas, defenderla contra el ataque de los sectores conservadores chilenos y promover sus ideas. Además, el diario El Mercurio de Valparaíso la entrevistó. Fue la fuente de inspiración para poetas como Néstor Recabarren, Salvador Barra y Máximo Silva.
En marzo, fue invitada a Temuco por la Logia Masónica y la Asamblea Radical de Temuco para dar una serie de conferencias. 
Entre 1915 y 1921 vivió en Buenos Aires y en el 1915 llegó a formar parte del Consejo de Gobierno de la Federación Argentina Masónica ''El Derecho Humano'', en la cual alcanzó el grado 33.
Entre 1925 y 1928, ya en México, dirigió la revista Rumbos Nuevos, a la vez que era profesora en algunas escuelas laicas. En 1926, le dieron la nacionalidad mexicana. Trabajó con el presidente uruguayo José Batlle; con Felipe Carrillo Puerto, gobernador de la península de Yucatán, y con Francisco I. Madero, Álvaro Obregón y Plutarco Elías Calles, presidentes mexicanos.
En 1930, fundó en Uruguay la Asociación de Damas Liberales, y en Ecuador, la Federación Anticlerical Femenina.
En 1931, después de que se proclamase la II República española, regresó a España y participó en Málaga en los actos conmemorativos del centenario de José María Torrijos.
En 1933, encabezó la candidatura del Partido Republicano Democrático Federal por Málaga, pero no alcanzó escaño.
En 1936 se hizo miembro de la Comisión Nacional del Partido Federal Ibérico.
En 1937, participó en el II Congreso Internacional de Escritores Antifascistas de Valencia y colaboró en tareas sanitarias de ayuda a los soldados republicanos.
En 1939, al final de la guerra, se refugió en la embajada de México en Madrid, que la trasladó a Francia, desde donde embarcó hacia México, donde formó parte del Ateneo Pi y Margall, el cual era lugar de reunión de anarquistas y republicanos federales del exilio español.

### Proyección internacional
En 1902, a raíz del congreso en Ginebra de la Federación Internacional del Libre Pensamiento, que puso su foco en América Latina, Sárraga se sumergió en un sentimiento panamericano de fraternidad, que la llevó a una extensión del federalismo ibérico, reafirmándose en los congresos de Roma (1904) y Buenos Aires (1906) en una posición de liderazgo, que llevaba a cabo principalmente desde su labor periodística. Alcanzó, de este modo, una fama y un prestigio internacionales. Desarrolló también una labor organizativa y divulgativa de su ideario, lo que la llevó a una animadversión con la prensa nacional y a sufrir, incluso, varios atentados. Tras una tentativa de asesinato, recibió en Málaga un homenaje en el que se le entregó una medalla con la leyenda: «A Belén de Sárraga, la primera en el peligro de la libertad».
En 1906, viajó a Argentina como delegada de la logia malagueña Virtud al Congreso de la Federación Internacional del Libre Pensamiento. Tras numerosas invitaciones a pronunciar conferencias, prolongó su estancia varios meses. Se abrió así para ella un nuevo horizonte en el que extender sus ideas de cambio social y cultural.

### Experiencia americana
Durante más de dos décadas, en lo que ella misma llamó «su exilio» viajó por América expandiendo su ideología en la que combinaba el librepensameinto con un nuevo estatus para las mujeres en un sociedad laica, libre de la sumisión de la Iglesia católica. Viajó a Uruguay durante el primer periodo presidencial de José Batlle y Ordóñez, al que apoyó como directora del periódico El Liberal de Montevideo, desde el que defendió su ideología librepensadora en un terreno donde el anarquismo, debido a las ideas de Ferrer Guardia, había arraigado. Desde Montevideo extendió su actividad por los países limítrofes, visitando Brasil, Argentina y Chile, en los que fue extraordinariamente bien recibida.
Su primera gran gira comenzó en octubre de 1911 y duró más de dos años, visitando casi todos los países iberoamericanos: México, Brasil, Cuba, Puerto Rico, Venezuela, Costa Rica, Perú, Chile, Guatemala y Panamá. En ellos su actividad fue múltiple: pronunciaba conferencias, creaba asociaciones y animaba a la edición de periódicos. Durante ese tiempo reunió, asimismo, documentación para la que sería su gran obra, El clericalismo en América. A través del continente. Su popularidad y el éxito que despertaban sus visitas, con gran influencia en la prensa, se veía contrarrestada frecuentemente por la prensa católica desde sus rotativas.
En la segunda mitad de 1913 tuvo lugar su segundo viaje a Chile, invitada por el periódico radical La Razón. El poeta vanguardista Vicente Huidobro afirmó que su visita había sido un verdadero «viaje cultural», por impacto que había tenido en la sociedad. Sus conferencias causaban gran impacto entre los intelectuales, que la veneraban como si fuera un estrella del espectáculo; solo Sara Bernard había causado un impacto semejante en la sociedad chilena de la época. El contrapunto estuvo en la prensa clerical, que la acusaba, entre otras cosas, de ser una estafadora.
De Sárraga apelaba a la remoción de la ideología que oprimía a hombres y mujeres, especialmente a estas últimas, al atribuirles el papel exclusivo de ser esposas y madres. Proponía, como arma de liberación, el conocimiento y la formación en los valores de la emancipación de los oprimidos.  Su presencia en Chile fue muy valorada por su influencia en la creación de una conciencia libre para las mujeres.
Tras un amplio periodo activo en México, durante el cual fundó Rumbos Nuevos y participó activamente en la vida política, De Sárraga emprendió una nueva gira por los países del hemisferio sur: Ecuador, Chile, Argentina, Uruguay y Brasil, donde en junio de 1931 asistió al Congreso Internacional Feminista de Río. A pesar de que en Ecuador encontró la mayor oposición por parte de la Iglesia católica, consiguió fundar, junto a la periodista Zoila Ugarte la Federación Anticlerical Femenina. Tras sufrir amenazas de muerte, el gobierno le pidió que abandonara el país.
Tras tres grandes giras por América, de las que se hizo eco la prensa estadounidense, De Sárraga regresó a España al proclamarse la Segunda República.

### Su posición respecto al feminismo
Aunque sus planteamientos han sido asociados a las reivindicaciones en favor de la igualdad, no coincidieron con los postulados de las corrientes centrales del feminismo. Su argumentario giró en torno al anticlericalismo y la opresión religiosa; su proyecto de emancipación de esta opresión iba dirigida tanto a hombres como a mujeres. 
Especialmente durante su estancia en España durante la II República fue requerida en numerosas ocasiones para que se posicionara sobre este aspecto. Para ella, una mujer que ocupara un puesto en la política debía centrarse no solo en las reivindicaciones femeninas, también en los intereses del género humano. Sin embargo, los derechos políticos de las mujeres no se terminaban con el voto. Ambos, hombres y mujeres, tenían la obligación de convertirse en propagandistas de la democracia. Antes de darle el voto a la mujer, debería conseguirse la igualdad civil, que todavía no se había conseguido. Para ella sería necesario prescindir de las palabras masculinismo y feminismo y fundirlas en humanismo.

### Muerte
Falleció de nefritis, anciana y con problemas económicos, el 10 de septiembre de 1950 en México. Sus amigos españoles y mexicanos velaron sus restos de acuerdo con los ritos masónicos, estos fueron, más tarde, incinerados.

## Legado
Algunos de los problemas tratados por De Sárraga sobre la lucha entre el laicismo y el clericalismo siguen teniendo actualidad. Su actividad muestra los vínculos entre los movimientos de liberación de la mujer y las luchas obreras.

## Obras
Belén de Sárraga escribía tanto en prosa como en verso y sus escritos, en su mayoría, se reparten en publicaciones libertarias como Adelante, El Amigo del Pueblo, El Obrero, El Porvenir del Obrero, La Protesta. Y en el periódico del Partido Obrero Socialista de Chile, El Despertar de los Trabajadores. Aunque también tenía otras obras, tanto en formato libro como en folleto:
- Minucias (Poesías) (Málaga, 1902)
- Congreso Universal de Librepensadores de Ginebra (Málaga, 1903)
- Conferencias sociológicas y de crítica religiosa, dadas en Santiago de Chile en enero y febrero de 1913 (Santiago (Chile), 1913)
- A través de un continente. El anticlericalismo en América (Lisboa,1914)
- La evolución de los pueblos y las congregaciones religiosas. Conferencias (México, 1915)·
- La iglesia en la política (México, 1923)
- Conferencia sustentada por la eminente oradora Belén de Sárraga el domingo 4 de mayo de 1924 en el Teatro Maxim, con motivo del Homenaje a Felipe Carrillo Puerto, organizada por la Agrupación Socialista de La Habana (México, 1924)
- La cuestión religiosa, Federación anticlerical Mexicana (México, 1926)
- La papisa Juana. Testimonio histórico contra el origen divino del Papado (Asunción, 1931)
- El vicariato divino: síntesis de la vida pontificia en sus tres más importantes aspectos: político, moral y económico. (Asunción, 1931)[6]

### La Conciencia Libre
Fue un semanario fundado en 1896, que tuvo una evolución irregular, ya que fue objeto de numerosas denuncias y retirada de ejemplares. Ságarra comenzó a editarlo en Valencia, donde fue amonestada y encarcelada por dos artículos contra el embarque de soldados para la guerra de Cuba. Los secuestros de las ediciones se repitieron en los años posteriores. En 1900 se trasladó a Málaga, con intención de seguir publicándolo ya que había alcanzado una difusión nacional, y era, junto a Las Dominicales del Libre Pensamiento, el referente del librepensamiento. El gobernador civil impidió que Sárraga lo dirigiera, por lo que se inscribió a nombre de su marido. El primer número, editado con fecha 15 de mayo, fue denunciado al igual que el del día 28, teniendo que retirar dos artículos, pero a pesar de todo fue prohibido, y encarcelado su director, siendo exigido su cierre por la prensa confesional.
Entre abril y agosto de 1900, la publicación sufrió dieciséis denuncias, una de ellas por un texto de Víctor Hugo, pero todos los casos fueron o sobreseídos o absueltos. El semanario cerró en diciembre, pero reabrió un año después bajo la dirección de Sárraga. Desde la publicación llevó a cabo una labor de proselitismo de las ideas librepensadoras y activismo obrerista, con la creación de la Federación de Sociedades de Resistencia. En 1905 cesó temporalmente la actividad del periódico. En 1907 se trasladó a Barcelona, donde se repitieron las medidas de retirada de ejemplares. La dirección en esta etapa fue asumida por su correligionario José Torrubia Rojas, pero su labor fue efímera, ya que se dictó prisión contra él y el cierre periódico por la publicación de un texto del político y poeta portugués Guerra Junqueiro.

### Rumbos Nuevos (1925-1828)
Fue sin duda el hecho más importante de su biografía como periodista. 
De Sárraga se trasladó a México en la década de los veinte, donde no se había olvidado su estancia bajo la presidencia de Madero. Del presidente Plutarco Elías Calles llegó a ser estrecha colaboradora. Además de dar apoyo ideológico a su gobierno, en el marco aún del espíritu de la Revolución mexicana, desarrolló un amplio proyecto periodístico y creó nuevas organizaciones, entre ellas La Federación Anticlerical Mexicana. 
Rumbos Nuevos la relacionó con los movimientos intelectuales antiimperialistas, pacifistas, anticlericales y prodemocráticos, ya que entendía que su espíritu librepensador la permitía reunir las diferentes orientaciones y planteamientos de modernización nacidos del proceso revolucionario. En Rumbos Nuevos escribieron las grandes firmas del país, abordando enfoques novedosos sobre multitud de temas. Tampoco abandonó el tema anticlerical. Algunas voces señalaron a De Sárraga como un factor más de la confrontación religiosa que derivó en la guerra Cristera o de los Cristos (1926-1929) que dejó en el país más de doscientos mil muertos.
En 1930, finalizada la guerra y atenuado el conflicto religioso, Rumbos Nuevos perdió parte de su sentido fundacional.